# 埃馬維爾 (明尼蘇達州)
埃馬維爾（英語：Emmaville）是位於美國明尼蘇達州哈伯德縣克萊鎮區及萊克埃馬鎮區的一個非建制地區。

## 地理
埃馬維爾所處的海拔為高於海平面474米（即1555英呎），而該地所採用的時區為UTC-6，即北美中部時區（CST）。同時該地設有夏令時間，為UTC-6調快一小時，即UTC-5（CDT）。